# Gurun Laweh Nan Xx
Gurun Laweh Nan Xx is een bestuurslaag in het regentschap Padang van de provincie West-Sumatra, Indonesië. Gurun Laweh Nan Xx telt 5439 inwoners (volkstelling 2010).